# Apple A8
Apple A7 Apple A9
L'Apple A8 est un processeur 64 bits SoC (système sur une puce) basé sur une architecture 64 bits ARM créé par Apple Inc.. Il est apparu pour la première fois dans l'iPhone 6 et l'iPhone 6 Plus, présentés le 9 septembre 2014. D'après Apple, le processeur est 25 % plus performant et les performances graphiques sont 50 % plus performantes avec une consommation de seulement 50 %, comparé à son prédécesseur l'Apple A7.

## Conception
L'A8 est gravé en 20 nm par TSMC, qui a remplacé Samsung en tant que producteur de processeurs pour les appareils mobiles d'Apple. Il contient 2 milliards de transistors. Tout en ayant le double de transistors, l'A8 est plus petit de 13 %, soit 89 mm2, par rapport à son prédécesseur. Le package processeur de l'A8 sur l'iPhone 6, l'iPhone 6 Plus et de l'iPod touch de sixième génération dispose de 1 Go de RAM LPDDR3, tandis que celui de l'iPad mini 4 et de l'Apple TV de quatrième génération dispose de 2 Go de RAM LPDDR3,.
L'A8 dispose par cœur de 64 KB de cache L1 pour les données et de 64 KB pour les instructions, 1 MB de cache L2 partagé par les 2 cœurs et 4 MB de cache L3 pour tout le SoC.
Les premiers essais montrent que le processeur est un dual core, et, utilisé dans l'iPhone 6 une fréquence de 1,38 GHz, justifiant que le processeur est plus rapide de 25 % par rapport à l'A7, comme annoncé par Apple.
L'A8 intègre également un processeur graphique (GPU) PowerVR GX6450.
Le 16 octobre 2014, Apple a annoncé une variante de l'A8, l'A8X, dans l'iPad Air 2. Comparé à l'A8, l'A8X a de meilleures performances dues à un troisième cœur et une fréquence plus élevée.
Le 16 juillet 2015, Apple a présenté l'iPod touch de sixième génération incluant une version sous cadencée de l'A8 à 1,12 GHz.

## Produits équipés d'un Apple A8
- iPhone 6 et 6 Plus
- iPod touch (6e génération)
- iPad mini 4
- Apple TV (4e génération)
- HomePod